# ザ♂ベルカント5シンガーズ
ザ♂ベルカント5シンガーズとは、全国各地で展開中の音楽生涯学習活動団体「童謡コーラス」（全国約800団体3万人在籍）のNPO音楽指導員で構成された男性声楽家グループ「ザ♂ベルカントシンガーズ」から選ばれたユニット。
ベルカントとはイタリア語で「美しい歌」という意味。2019年5月15日に『懐かしの昭和歌謡名曲集①～あの時君は若かった～』でキングレコードよりメジャー・デビュー。 
日ごろは全国に約800団体あるコーラスグループ「童謡コーラス」の指導員として、各地域で団員（主に中高年。参加者を団員と呼ぶ）と一緒に合唱している。

## 童謡コーラス
童謡コーラスとは、生涯学習として、地域文化の発展向上、住民の健全交流、社会教育の推進に努めることで、音楽生涯学習の振興を目的とした地域の活動団体で、NPO法人日本音楽生涯学習振興協会から活動の支援を受けている。
団員は全国に約3万人が在籍、指導員は音大芸大出身者が約50名在籍しており、指導員の中の男性声楽家で構成されたグループが「ザ♂ベルカントシンガーズ」として、国内有数のクラシックホールや小劇場などで年間120回を超えるコンサートや合唱会を開催している。レパートリーは童謡や唱歌、叙情歌、歌謡曲から、研鑽中の本分であるイタリアオペラやドイツリートなどの西洋音楽まで幅広い。
ザ♂ベルカント5シンガーズは、ザ♂ベルカントシンガーズからプロジェクトごとに選抜された5人で構成され、シニア世代に懐かしい昭和歌謡の名曲を中心に歌い、エンターテイメントを追求している。
「懐かしの昭和歌謡名曲集」シリーズはこれまでに3作がリリースされ、秋山大樹、笹原はじめ、高木ともやん、中村詞文、松本友経、和田丈広（五十音順）の6人が収録に参加した（活動編成は5人）。
メンバーはそれぞれがソリストとしてもオペラやリサイタル、演奏会で活動している。

## メンバープロフィール
秋山大樹（あきやま ひろき）
福島県出身。武蔵野音楽大学大学院声楽専攻修了。声種はテノール／ジャズボーカル。尊敬する人は童謡コーラス創始者の上原拓也。好きな女性のタイプは母性あふれる、優しくも厳しい人。
笹原はじめ（ささはら はじめ）
富山県出身。愛知県立芸術大学大学院修了。声種はバリトン。尊敬する人は両親。好きな女性のタイプは思いやりのある人。
高木ともやん（たかぎ ともやん）
兵庫県出身。大阪音楽大学音楽学部声楽専攻。声種はバリトン。尊敬する人は上原拓也。好きな女性は女優の中谷美紀。
中村詞文（なかむら のりふみ）
長野県出身。武蔵野音楽大学大学院声楽専攻修了。声種はバリトン。尊敬する人は両親。好きな女性のタイプは品性高潔な人。
松本友経（まつもと ともつね）
岡山県出身。国立音楽大学。声種はハイバリトン。尊敬する人は両親。好きな女性のタイプは一緒に笑って過ごしてくれる人。
和田丈広（わだ たけひろ）
北海道出身。国立音楽大学音楽学部音楽教育学科専攻。声種はテノール。尊敬する人は恩師であり、指揮者の星出豊。好きな女性は中島みゆき。

## レギュラー出演中のテレビ番組
- みんなで歌おう♪楽しい童謡コーラス （サンテレビジョン／KBS 京都テレビ／奈良テレビ放送／テレビ和歌山／びわ湖放送）
- 童謡コーラス♪名曲大合唱（東京MX テレビ／テレビ埼玉／テレビ神奈川／三重テレビ／岐阜放送）
- みんなの音楽会テレビ（サンテレビジョン／テレビ神奈川／テレビ埼玉）
- 今は一人でお家でコーラス！童謡コーラス♪在宅合唱会（BS全国放送12ch トゥエルビ）

## CD
アルバム『懐かしの昭和歌謡名曲集①～あの時君は若かった～』
2019年5月15日、キングレコードより発売。規格品番はKICS-3779。
収録曲
1. あの時君は若かった
2. 想い出の渚
3. バラが咲いた
4. お嫁においで
5. ブルー・シャトウ
6. 遠くへ行きたい
7. 見上げてごらん夜の星を
8. 夜明けのうた

アルバム『懐かしの昭和歌謡名曲集②～学生時代』
2019年11月13日、キングレコードより発売。規格品番はKICS-3865。
収録曲
1. 学生時代
2. 憧れのハワイ航路
3. 銀色の道
4. 恋のバカンス
5. 月がとっても青いから
6. 高原列車は行く
7. 涙くんさよなら
8. 白い花の咲く頃

アルバム『懐かしの昭和歌謡名曲集③～あの素晴しい愛をもう一度～』
2020年9月16日、キングレコードより発売。規格品番はKICS-3917。
収録曲
1. あの素晴しい愛をもう一度
2. 上を向いて歩こう
3. なごり雪
4. 戦争を知らない子供たち
5. 真夜中のギター
6. 白いブランコ
7. 翼をください
8. 若者たち

シングル「みんなと歌えるその日まで」
初のマキシ・シングル。キングレコードより2020年11月25日発売。KICM-2072
BS全国放送12chトゥエルビTV番組「童謡コーラス♪在宅合唱会」（お家でコーラス！）テーマ曲
1. みんなと歌えるその日まで
2. 第九たいそう～喜びの歌～
3. みんなと歌えるその日まで (カラオケ)